# Harry Edward Arnhold
Pour les articles homonymes, voir Arnhold.
Harry Edward Arnhold, né le 16 janvier 1879 à Hong Kong, est pendant cinq ans président du conseil municipal de Shanghai, l'organe qui administre la concession internationale de Shanghai à Shanghai ; président d'Arnhold & Co., qui est maintenant Arnhold Holdings Ltd.; et président de la Shanghai Land Investment Company, qui possédait l'immeuble d'appartements Broadway Mansions dans le district de Hongkou à Shanghai. Arnhold est un associé de Sir Victor Sassoon (en) et gère diverses entreprises Sassoon.

## Biographie

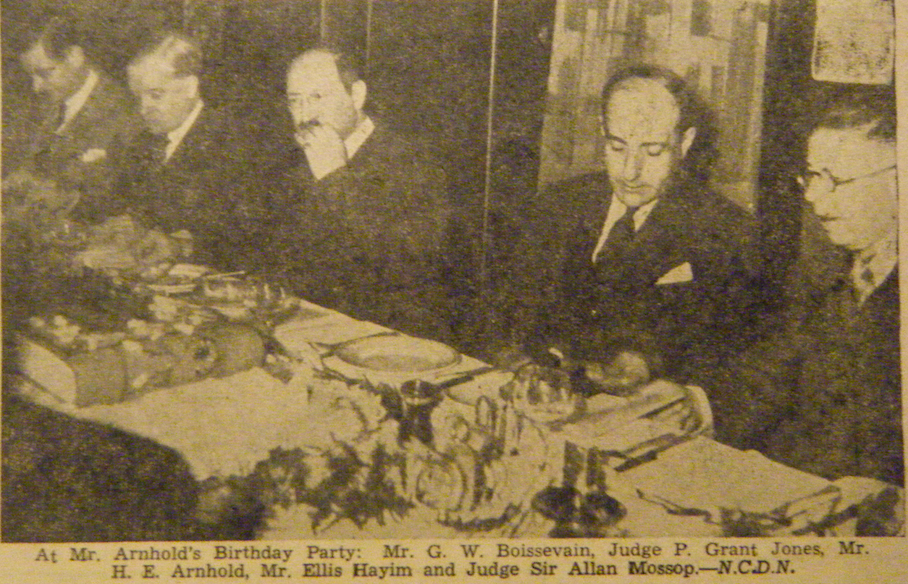
Fête d'anniversaire de H. E. Arnhold à Shanghai en 1939. Présents également G. W. Boosevain, Penrhyn Grant Jones, Ellis Hayim, Sir Allan Mossop

Né à Hong Kong le 16 janvier 1879, Arnhold est un juif britannique d'origine allemande. Il est le fils d'Anne née Wolfers (1852–1916) et de Jacob Arnhold (né en 1837 – décédé en juillet 1903 à Londres), neveu de Phillip Arnhold (né en 1851 – décédé le 29 mars 1910 à Altona en Allemagne) et frère de Charles Herbert Arnhold (né le 19 septembre 1881 à Londres - décédé en 1954). La famille déménage à Londres et est naturalisée en 1882 ; en 1891, à l'âge de 12 ans, lui et son frère Charles sont baptisés à St Mark, Notting Hill; et il est éduqué en Grande-Bretagne.
Le premier mariage de Harry Arnhold en 1904 est avec Daisy Grace née Homan de l'Indiana (1880–?) Ils divorcent en 1906; son deuxième mariage en 1907 est avec Mary Oldham née Alberga de Londres (1881–1949), ce mariage se termine également par un divorce. Le troisième mariage d'Arnhold au début des années 1940 est avec Esther Jean née Miller (1898–1965) de l'Oregon, États-Unis, précédemment la femme de William Selman Gassaway (1901–1981). 
Pendant la Seconde Guerre mondiale, Arnhold et sa femme sont internés par les Japonais. Jean est autorisée à quitter Shanghai sur le MS Gripsholm en 1942. Arnhold reste prisonnier pour le reste de la guerre. Après la guerre, Arnhold et sa femme établissent leur domicile à Hong Kong. En 1949, les Arnholds décident de déménager à New York. Harry meurt l'année suivante à l'âge de 70 ans. Jean meurt en 1965. Dans son testament, elle crée le Fonds Esther Jean Arnhold à administrer par Community Funds Inc. Elle demande que les revenus du fonds soient utilisés pour bénéficier aux jeunes et aux arts.

## Carrière

### Arnhold, Karberg & Co.
Arnhold, Karberg & Co. Arnhold & Karberg & Co. est fondée en tant que société enregistrée en Allemagne en septembre 1866  sur l'île Shameen à Canton (Guangzhou) par Jacob Arnhold et Peter Karberg, et ouvre des succursales à Hong Kong (1867) et à Shanghai (1881), et compte 37 succursales d'ici 1901, y compris des succursales à Hankow, Tientsin (Tianjin), Pékin (Beijing), Canton, Mukden, Londres et New York. De 1897 à 1910, au moins un membre de la famille Arnhold est président du conseil d'administration de la société : Jacob Arnhold (1897–1900), Philipp Arnhold (1900–1905 ; et 1906-1910) ; et Harry Edward Arnhold (1905–1906). En raison de l'hostilité envers les entreprises allemandes consécutive à la Première Guerre mondiale, et la saisie des entreprises allemandes par les Britanniques et leurs alliés, Harry Arnhold et son frère, Charles Herbert Arnhold « se fait connaître au travers de  la célèbre entreprise anglo-allemande, Arnhold, Karberg & Co». Arnhold, Karberg compte quatre associés : les deux frères Arnhold, qui détiennent 43 % des actions ; Ernest Goetz, un Suisse naturalisé allemand ; et Max Niclassen, de Berlin, Allemagne.

### Messrs HE Arnold (Chine) (1914-1917)
Initialement, ils forment la société de Messers. HE Arnhold (Chine).

### Arnhold Brothers Limited (Chine) (1917)
Le 1er octobre 1917, ils constituent Arnhold Brothers Limited (Chine), à Hong Kong, en vertu des ordonnances britanniques, mais avec son siège à Shanghai, qui est reconstituée en tant que société britannique après 1919. Sir Victor Sassoon devient l'actionnaire majoritaire en 1923 après une fusion. Selon Stella Dong, son « atout le plus attrayant est la Cathay Land Company, dont la propriété donne à Sir Victor le contrôle d'un certain nombre d'immeubles d'appartements et d'un hôtel dans la Concession internationale de Shanghaï ainsi que de choix domaines résidentiels dans la Concession Française ». Arnhold sert de façade pour les intérêts politiques de Sassoon dans la Concession internationale.

### Arnhold & Cie (1919)
Harry Arnhold est le premier président d'Arnhold & Company, une société de négoce devenue un distributeur leader de matériaux de construction et d'équipements d'ingénierie.
Avec son siège social dans l'Arnhold Building au 6 Kiukiang Road, Shanghai jusqu'à son déménagement en 1930 au troisième étage de la Sassoon House au 1 Nanking Road. Arnhold & Co. prospère jusqu'en 1949 lorsque, avec le changement de gouvernement en Chine, le siège social est déplacé à Hong Kong. M. Maurice Green, qui est associé à l'entreprise depuis la reprise par Sassoon, acquiert l'intérêt majoritaire dans Arnhold en 1957.

### Nouveaux travaux d’ingénierie et de construction navale
Arnhold est président des nouveaux travaux d'ingénierie et de construction navale.

### Société d'investissement foncier de Shanghai
La Shanghai Land Investment Company Limited est créé en décembre 1888.

## D'autres activités

### Conseil municipal de Shanghai
Arnhold est président du Conseil municipal de Shanghai de 1929 à 1931, puis de 1934 à avril 1937. Arnhold est populaire auprès de « la communauté des contribuables » dans les années 1920. Arnhold est battu pour sa réélection en tant que membre du SMC en 1930 pour ses tendances « réformistes ». Il attire l’hostilité antisémite et anti-allemande. La défaite d'Arnhold est chaleureusement accueillie, car les diplomates ne l'apprécient pas. Arnhold réapparait en tant que leader de la communauté des colons dans les années 1930, puis revenir au SMC de 1932 à 1937, en présidant de 1934 à 1937. Il remporte l'élection pour la présidence en 1934 par 8 voix contre 6 contre le président par intérim Ernest Macnaghten. Macnaghten avait succédé à Arnhold en tant que président en 1931 mais avait démissionné en 1933 pour être remplacé par Alexander Dunlop Bell, qui avait également démissionné. Arnhold décide de ne pas se présenter à la réélection au conseil lors des élections des 5 et 6 avril 1937.

### Chambre de commerce britannique (Shanghai)
Arnhold est président de la Chambre de commerce britannique à Shanghai (1923) .

### Association des résidents britanniques
Arnhold est président de la British Residents 'Association.

## Lectures complémentaires
- Arnhold, HE, "Shanghai 1941-45", manuscrit, Hoover Institution, Sanford. Musée impérial de la guerre, Londres.
- Wright, Arnold et HA Cartwright, Impressions du vingtième siècle de Hong Kong : histoire, population, commerce, industries et ressources . Lloyd's Greater Britain Publishing, 1908.